# Замок Хоэнбрегенц
Замок Хоэнбрегенц (нем. Burg Hohenbregenz) — руины средневекового замка на территории австрийского города Брегенц (федеральная земля Форарльберг); замок был построен в последней четверти XI века — ранее 1097 года; впервые упоминается в документах за 1209 год. К 1523 году замок полностью перешёл под контроль Габсбургов. В начале XVII века замок был перестроен в крепость; в 1647 году, к концу Тридцатилетней войны, крепость была без боя взята шведскими войсками — в том же году она была взорвана. Затем монахи-отшельники поселились в руинах замках и построили в нём свой первый скит: в 1723 году на руинах был возведена церковь. В 1964 году в бывшем замке открылся ресторан.

## История
Замок Хоэнбрегенц был построен к юго-востоку от города, на высоте 598 м, в последней четверти XI века — ранее 1097 года — по приказу графов фон Брегенц (Ульрих). Он впервые упоминается в документах за 1209 год. К 1523 году замок полностью перешёл под контроль Габсбургов, которые сделали его местом размещения суда. В начале XVII века замок был перестроен в крепость, а в 1647 году, ближе к концу Тридцатилетней войны, крепость была без боя взята шведскими войсками в ходе конфликта на Боденском озере. В том же году она была взорвана.
В 1723 году на руинах замка был возведена церковь, освящённая в честь святых Георгия и Гебхарда. Церковь сгорела в 1791 году, но в том же году была восстановлена и приобрела свой нынешний вид. В 1896—1897 годах, по случаю 900-летия Святого Гебхарда, мюнхенский художник Гебхард Фугель (1863—1939) дополнил интерьер церкви фресками. В 1964 году в помещениях замке открылся ресторан, построенный по проекту Виллибальда Брауна (1882—1969) и Франца Мениа (Franz Menia).